# Charles Green (esploratore)
Charles John Green (Richmond, 24 novembre 1888 – North Yorkshire, 26 settembre 1974) è stato un esploratore britannico.
Ha partecipato alla spedizione Endurance in Antartide sotto il comando di Ernest Shackleton.
Nel 1914 salpa a bordo dell'Endurance per una spedizione in Antartide sotto il comando di Ernest Shackleton. Disperso nel continente a causa del naufragio dell'imbarcazione a causa della pressione del pack, fa ritorno in Inghilterra soltanto nel 1916 ed apprende che i suoi genitori, credendolo morto, avevano incassato la sua assicurazione sulla vita. 
Nel 1917 prende parte alla prima guerra mondiale come cuoco su diverse imbarcazioni della Royal Navy ed è ferito nell'agosto 1918 quando la sua nave viene colpita da un siluro tedesco. Al termine del conflitto si unisce alla marina mercantile e nel 1922 riceve un invito da parte di Shackleton per tornare di nuovo in Antartide con la spedizione Quest. La spedizione viene però interrotta ancor prima di raggiungere il continente a causa della morte dell'esploratore irlandese per un attacco di cuore.
Durante il resto della sua vita, oltre alla normale attività lavorativa, Charles Green tenne diverse conferenze dove illustrò le avventure vissute durante le spedizioni Endurance e Quest.